# Jamaikataube

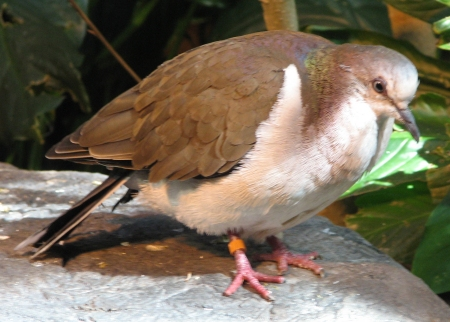
Jamaikataube

Die Jamaikataube (Leptotila jamaicensis), auch Weißbauchtaube oder Jamaika-Weißbauchtaube genannt, ist eine Art aus der Gattung der Taubenvögel und wird zu den Schallschwingentauben gerechnet. Ihr Verbreitungsgebiet ist die Karibik. Die Art, zu der vier Unterarten gerechnet werden, wird wegen ihres großen Verbreitungsgebiets von der IUCN als  (=least concern – nicht gefährdet) eingeordnet. Der Bestand wird auf 20.000 bis 50.000 Individuen geschätzt.
Die Jamaika-Erdtaube hat im deutschen Sprachgebrauch einen ähnlich klingenden Namen. Diese von der IUCN als gefährdet eingestufte Art ist jedoch in ihrer Verbreitung auf Jamaika begrenzt und gehört zur Gattung der Amerikanischen Erdtauben.

## Erscheinungsbild
Die Jamaikataube entspricht in ihrer Körpergröße einer kleinen Stadttaube. Es besteht ein nur gering ausgeprägter Geschlechtsdimorphismus. Bei den Weibchen sind die Farben in der Halsregion nicht so kräftig ausgeprägt.
Die Stirn, das Gesicht sowie die Kehle ist weiß bis rahmweiß. Am Hinterkopf geht das Gefieder in Hellgrau über. Der Nacken schillert purpur. Der Hals ist grünlich schillernd. Die Brust ist gelblich weiß und rosa überlaufen. Vor den Flügeln verläuft ein schmales weißes Band zum Rücken hinauf. Der Mantel, der Rücken sowie die Flügel sind olivbraun. Die Unterflügel sind dagegen rotbraun. Der Schnabel ist dunkelgrau. Die Augen sind hellgrau. Die Füße und Beine sind rötlich.
Auffliegende Jamaikatauben erzeugen ein schwirrendes Fluggeräusch, das an den Instrumentallaut von Rebhühnern erinnert. Dies ist für alle Arten der Schallschwingentauben charakteristisch und ist der Grund für den deutschen Namen.

## Verbreitungsgebiet und Lebensraum
Die Jamaikataube kommt in Mexiko auf der Halbinsel Yucatán vor. Außer auf Jamaika lebt sie außerdem auf den Bahamas, auf den Inseln Holbox, Cozumel, Grand Cayman sowie auf der San-Andrés-Insel.
Die Jamaikataube besiedelt semiaride Gebiete, die mit Büschen und Bäumen bestanden sind. Sie kommt ausschließlich in den Tiefebenen vor.

## Verhalten
Die Jamaikataube ist eine überwiegend bodenbewohnende Art. Das Nest wird gewöhnlich auf dem Boden errichtet, kann sich aber auch niedrig im Gebüsch oder einem Baum befinden. Das Gelege besteht aus zwei Eiern mit weißer Schale. Die Brutzeit beträgt 16 Tage.

## Haltung in menschlicher Obhut
Jamaikatauben wurden erstmals 1845 im Berliner Zoo gehalten. Erstmals nachgezüchtet wurden sie erst 1903 in Großbritannien. Sie werden verhältnismäßig selten in Volieren gepflegt. Sie benötigen trockene und warme Volieren und sind insbesondere im Winter auf ein beheiztes Schutzhaus angewiesen. Gegen Ende des 20. Jahrhunderts wurden in Deutschland keine Tauben dieser Art in Volieren gepflegt.

## Belege